# Махмуд Юсеф
Махмуд Алі Нафе Юсеф (араб. محمود يوسف; нар. 30 липня 1997, Акко, Ізраїль) — палестинський футболіст, вінґер ізраїльського клубу «Хапоель» (Кфар-Сава) та національної збірної Палестини.

## Клубна кар'єра
Народився в місті Акко, футболом розпочав займатися в 9-річному віці в місцевій команді «Ахі Акре». У 17-річному віці приєднався до першої команди, в той же час продовжував грати за молодіжну команду. У сезоні 2014/2015 років відзначився чотирма голами в 15 матчах чемпіонату, окрім того відзначився 34 м'ячами в молодіжній команді. Наступного сезону відзначився 7-а голами у Лізі Бет, сезон 2016/2017 років розпочався у складі «Ахі Акре», проте після цього перейшов до «Цейрей» (Тамра) з Ліги Гімель.
Влітку 2017 року підсилив «Шабаб Аль-Халіль» з Прем'єр-ліги Західного берегу р. Йордан (один з двох груп вищого дивізіону чемпіонату Палестини). Наступного року приєднався до «Марказу» (Балата).
4 червня 2019 року Махмуд підписався 3-річний контракт з новачком ізраїльської Прем'єр-ліги в «Хапоель» (Кфар-Сава). В еліті ізраїльського футболу дебютував 25 серпня 2019 року в програному (0:1) домашньому поєдинку 1-о туру проти «Хапоеля» (Хайфа). Юсеф вийшов на поле на 76-й хвилині, замінивши Бубакара Траоре

## Кар'єра в збірній
2 жовтня 2015 року відзначився переможним голом у поєдинку кваліфікації чемпіонату Азії U-19 2016 проти Індії.
Дебютний виклик до національної збірної Палестини одержав на поєдинок кваліфікації кубку Азії 2019 проти Бутану, який відбувся 10 жовтня 2017 року.

### Голи за збірну
Голи та результат збірної Палестини у таблиці знаходяться на першому місці.
| Гол | Дата              | Місце                                                           | Суперник | Рахунок | Результат | Змагання                     |
| --- | ----------------- | --------------------------------------------------------------- | -------- | ------- | --------- | ---------------------------- |
| 1.  | 14 листопада 2017 | Стадіон Арабсько-Американського університету, Джанін, Палестина | Мальдіви | 1–0     | 8–1       | кваліфікація кубку Азії 2019 |
| 2.  | 14 листопада 2017 | Стадіон Арабсько-Американського університету, Джанін, Палестина | Мальдіви | 4–0     | 8–1       | кваліфікація кубку Азії 2019 |